# Dubiphane
Dubiphane là một chi bướm đêm thuộc họ Noctuidae.